# Djoser
Djoser (anche Gioser, Djosci, o Zoser) (... – 2660 a.C.) è stato un faraone della III dinastia egizia.
È anche conosciuto con i nomi ellenizzati di Tosorthros, in Manetone, e Sesorthos, in Eusebio. È comunemente considerato il fondatore dell'Antico Regno (ca. 2680 - 2180 a.C.). Era figlio del faraone Khasekhemui, forse l'ultimo sovrano della II dinastia, e della regina Nimaathap, ma non è chiaro se ne fu o meno il diretto successore. Varie liste reali d'epoca ramesside registrano un faraone di nome Nebka prima di Djoser, ma vi sono numerose difficoltà nell'identificare tale Nebka con un preciso personaggio storico, motivo per cui vari egittologi mettono in discussione la sequenza di tali re.

## Identità
La famosa statua di Djoser in calcare dipinto, oggi al Museo egizio del Cairo, è probabilmente la più antica statua a grandezza naturale di un faraone mai realizzata, e anche la prima del genere in un contesto funerario. Nel sito di Saqqara dove fu rinvenuta se ne trova, oggi, una copia in gesso. Tale statua fu rinvenuta durante una campagna di scavi del Servizio delle Antichità nella stagione 1924-1925.
Nelle iscrizioni a lui coeve, Djoser è sempre chiamato Netjerykhet, che significa Divino nel corpo. Fonti successive, fra cui un riferimento alle sue costruzioni risalente al Nuovo Regno, hanno confermato che Djoser e Netjerykhet sono la stessa persona. Il nome Djoser cominciò a essere usato solo durante la XII dinastia (1991 a.C. - 1802 a.C.).
Benché lo storico e sacerdote d'epoca tolemaica Manetone, nei suoi Aegyptiaca, ponga un certo Necherophes come primo faraone della III dinastia, e il Papiro dei Re (o Lista reale di Torino) l'enigmatico Nebka, oggi gli egittologi tendono ad attribuire a Djoser tale posizione, notando che l'ordine di alcuni predecessori di Cheope menzionati nel Papiro Westcar porta a credere che Nebka avrebbe regnato tra Djoser e Huni (2650 a.C. - 2630 a.C.?) e non prima di Djoser. Più significativamente, l'egittologo inglese Toby Wilkinson ha dimostrato che i sigilli rinvenuti all'ingresso della tomba di Khasekhemui, ad Abido, menzionano solo Djoser e non Nebka: ciò sostiene la tesi che sarebbe stato Djoser a presiedere ai riti funebri di Khasekhemui e a succedergli.

## Famiglia

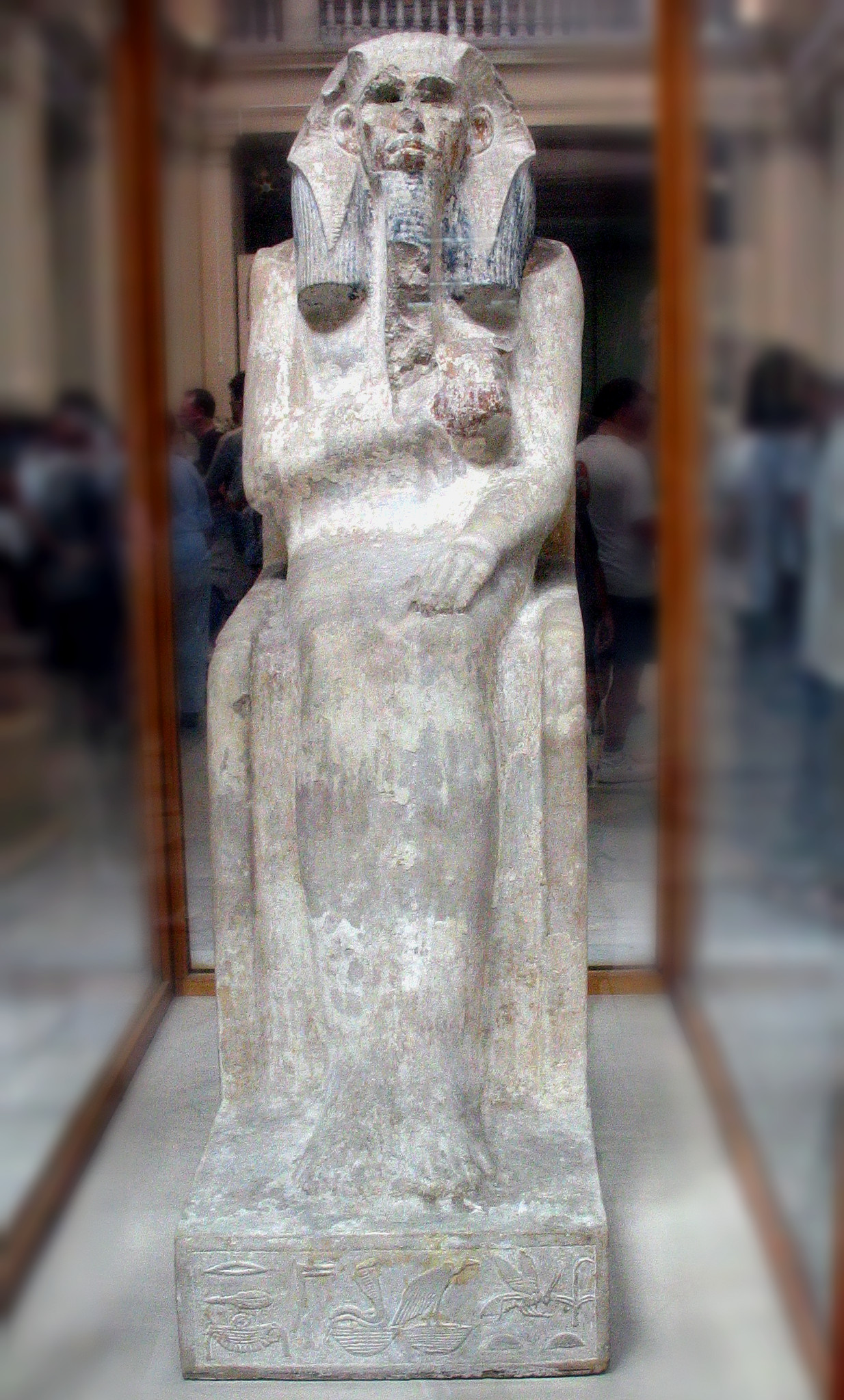
Statua di Djoser proveniente dal serdab della piramide a gradoni. Museo Egizio del Cairo.

Poiché la regina Nimaathap, sposa di Khasekhemui, ultimo faraone della II dinastia, è menzionata sul sigillo di una giara appartenente a Khasekhemui, con il titolo di Madre dei figli del re, alcuni studiosi ritengono che fosse la madre di Djoser, e che di conseguenza Khasekhemui fosse il padre di Djoser. Tale conclusione sarebbe suffragata da un altro sigillo, risalente al regno di Djoser, che appella Nimaathap Madre del re delle Due Terre. Il suo culto postumo era ancora vivo ai tempi del faraone Snefru (2613 a.C. - 2589 a.C.).
Hetephernebti (o Hotephirnebty) è identificata come una delle spose di Djoser su una serie di stele di confine nel recinto della piramide a gradoni (oggi dislocate in vari musei) e su frammenti di rilievi provenienti da Ermopoli, oggi al Museo Egizio di Torino.
Inetkaues (o Intkaes) è la sua unica figlia nota per nome. Esistono tracce di una terza donna appartenente al nucleo famigliare di Djoser, ma il suo nome è andato perduto. Non è invece del tutto chiaro il rapporto fra Djoser e il suo successore Sekhemkhet.

## Regno

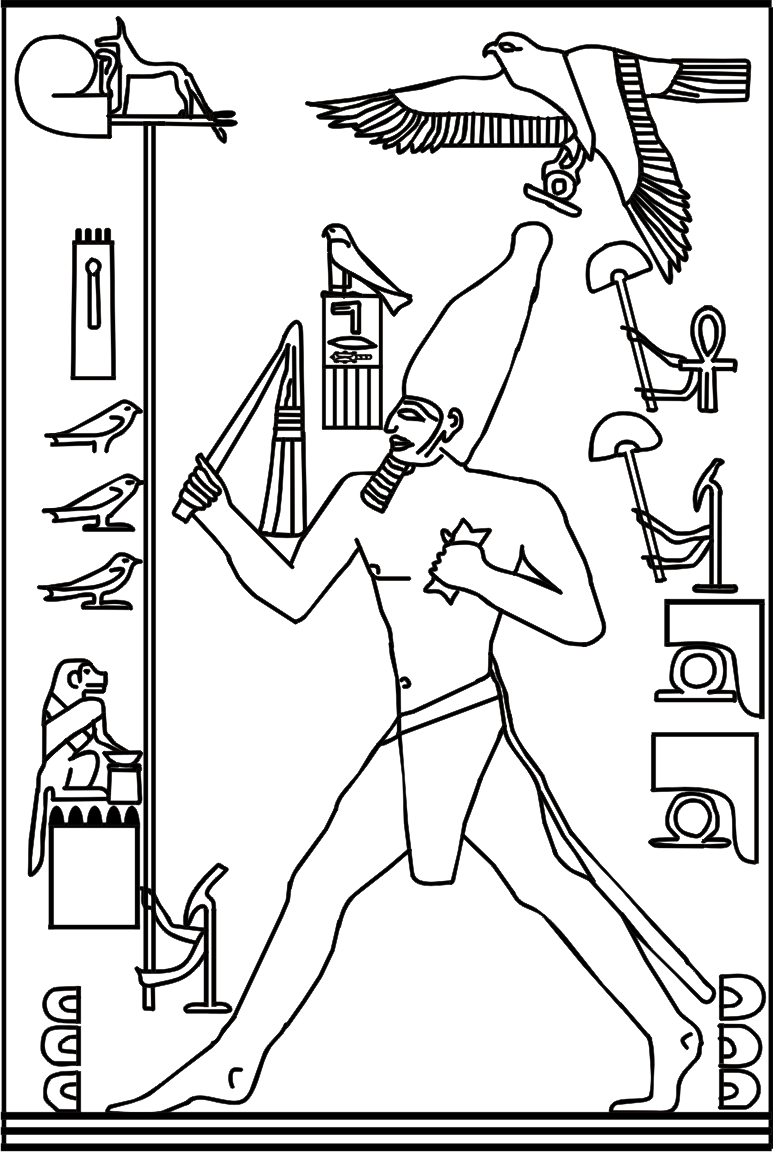
Disegno tratto da un rilievo nelle gallerie sotterranee della piramide a gradoni. Djoser è raffigurato mentre corre durante la cerimonia Heb-Sed.

### Lunghezza del regno
Manetone scrisse che Djoser ebbe un regno di 29 anni, mentre il Papiro dei Re gli attribuisce 19 anni di regno. A causa delle sue numerose imprese architettoniche, soprattutto a Saqqara, alcuni studiosi ritengono che debba aver regnato per almeno tre decenni. La datazione di Manetone sembra la più accurata, stando all'analisi e alla ricostruzione degli Annali Reali compiuta da Toby Wilkinson. Wilkinson ricostruisce gli Annali attribuendo a Djoser 28 anni (completi o da compiere) di regno, notando che la conta del bestiame indicata nel quinto registro della Pietra di Palermo e nel quinto registro del frammento n°1 degli Annali Reali segnalano, come estremi del suo regno, rispettivamente gli anni 1-5 e gli anni 19-28.

### Attività politica
Djoser dispose varie spedizioni militari nella penisola del Sinai, tramite le quali sottomise le popolazioni locali. Altre spedizioni furono indirizzate alle miniere di turchese e rame del Sinai, e sono note grazie ad iscrizioni rinvenute colà: alcune raffigurano l'esilio del dio Seth accanto ai simboli di Horus (motivo iconografico già comune ai tempi di Khasekhemui).
Il più importante monumento del regno di Djoser è la piramide a gradoni, la più antica piramide egizia, nata dall'intuizione di edificare più mastabe una sopra l'altra. La sua forma costituì il modello di tutte le altre piramidi dell'Antico Regno. Oltre due millenni dopo, Manetone menzionò il notevole progresso nell'architettura raggiunto durante il suo regno, affermando che Tosorthros scoprì come edificare utilizzando pietre tagliate, cioè conci, assimilandolo inoltre all'eroe e dio greco della medicina Asclepio e attribuendogli alcune innovazioni nel campo della scrittura:

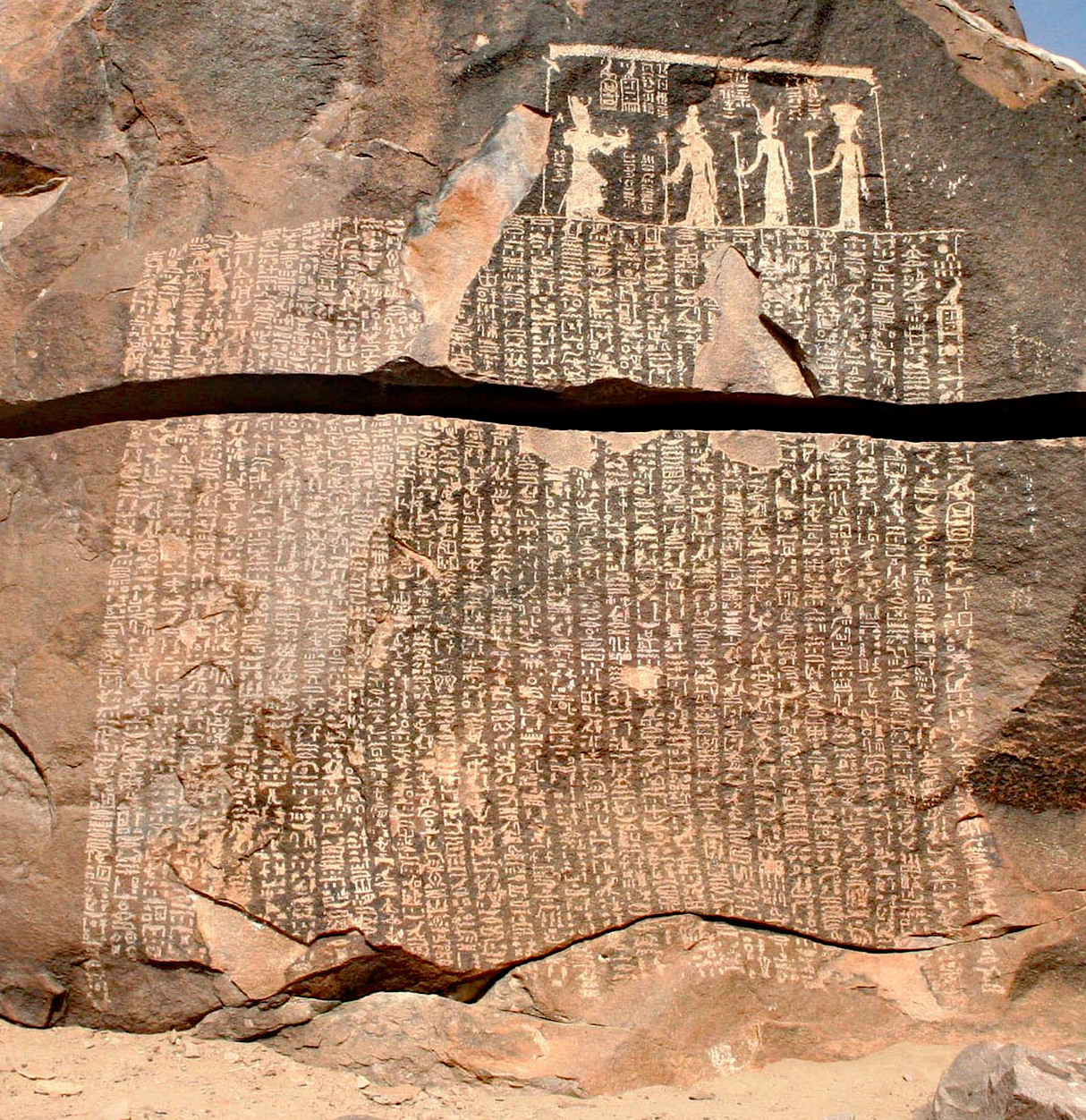
La Stele della carestia, sull'isola di Sehel, che menziona Djoser.

Alcuni egittologi ritengono che Manetone si riferisse, o intendesse riferirsi, a Imhotep, il famoso sacerdote, architetto e ingegnere, ministro di Djoser, che progettò la piramide a gradoni (successivamente deificato e identificato con il dio greco Asclepio).
Alcuni rilievi frammentari provenienti da Eliopoli e Gebelein menzionano Djoser, suggerendo che avesse commissionato costruzioni in quelle città; potrebbe inoltre aver fissato il confine meridionale dell'Egitto alla Prima cateratta del Nilo. Un'epigrafe dell'isola di Sehel, nota come Stele della carestia, che asserisce di risalire al regno di questo faraone, sarebbe stata creata in realtà in epoca tolemaica, probabilmente sotto Tolomeo V (205 a.C. - 180 a.C.): racconta di come Djoser ricostruì il tempio di Khnum sull'isola Elefantina, alla Prima cateratta, donandogli il territorio compreso fra Assuan e Takompso e ponendo fine, in questo modo, a una carestia che durava ormai da 7 anni. Alcuni studiosi reputano che si tratti della semplice trascrizione di una leggenda più antica, altri di una frode attuata dai sacerdoti del tempio di Khnum. In ogni caso, la stele mostra come la fama di Djoser persistesse più di duemila anni dopo la sua morte.
Benché abbia iniziato l'edificazione di una tomba ad Abido, nell'Alto Egitto (mai conclusa), fra quelle dei suoi predecessori, Djoser fu sepolto nella sua piramide a Saqqara, nel Basso Egitto. Suo padre Khesekhmeui fu l'ultimo faraone a essere sepolto ad Abido, segno che il graduale spostamento del potere in una capitale più a nord fu completato durante il regno di Djoser.

## Djoser e Imhotep
Uno dei più famosi contemporanei di Djoser fu il suo visir Imhotep, Capo del Cantiere navale del re e Ispettore di tutte le Opere in pietra. Imhotep presiedette alla costruzione delle piramidi di Djoser e Sekhemkhet. È possibile che Imhotep compaia nel celebre Papiro Westcar, e precisamente nel racconto chiamato Cheope e il mago. Ma, essendo lacunosa la parte iniziale del papiro, il suo nome risulta mancante. Un papiro proveniente dall'antico tempio egizio di Tebtunis, risalente al II secolo a.C., riporta in scrittura demotica una narrazione su Djoser e Imhotep. Ai tempi di Djoser, Imhotep ebbe un'importanza e una fama tali da venire menzionato sulle statue del faraone nella necropoli di Saqqara.

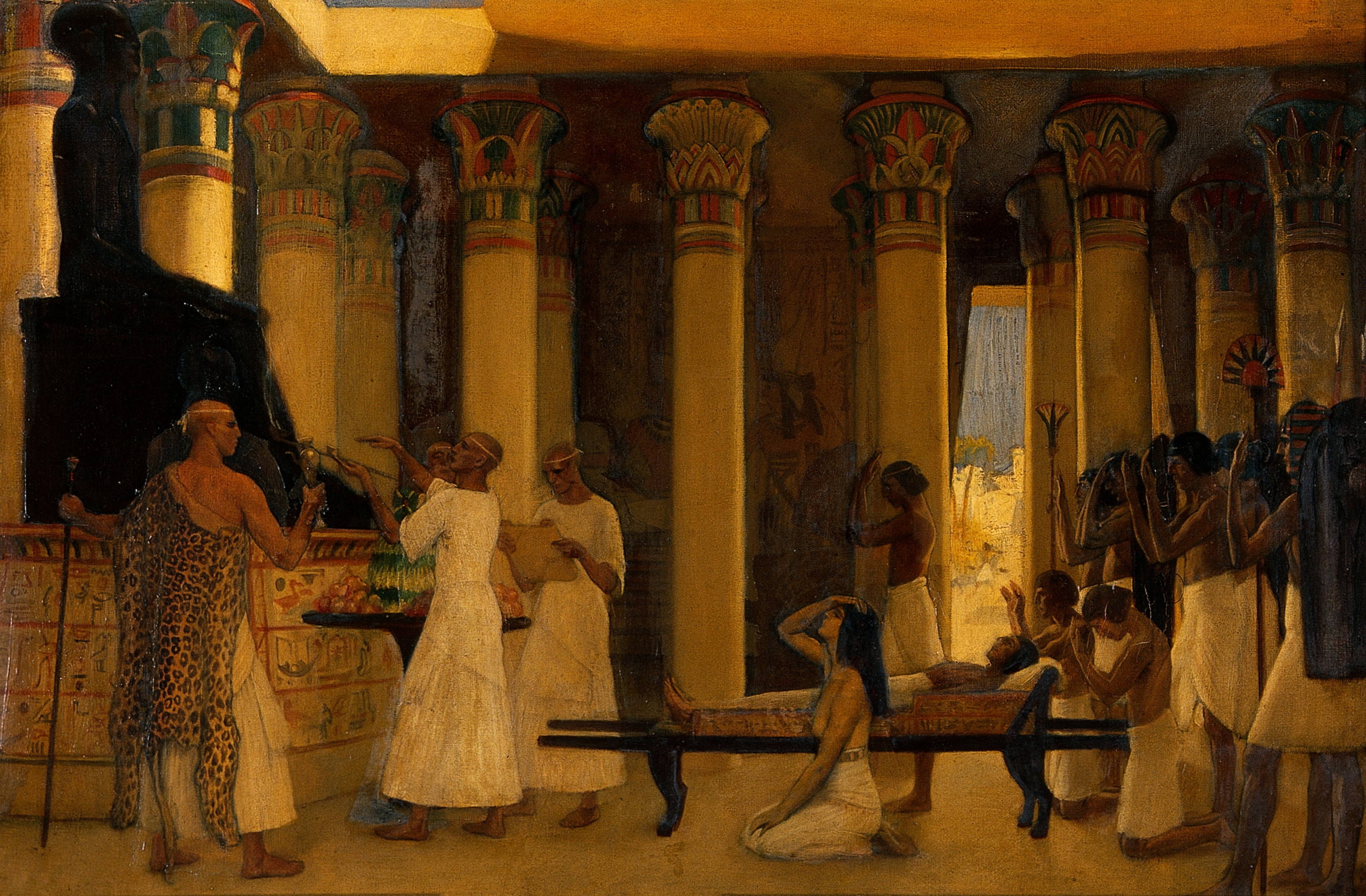
Ernest Board, Un'invocazione a Imhotep, il dio egizio della medicina, ca. 1912, Wellcome Library, Londra.

## Tomba

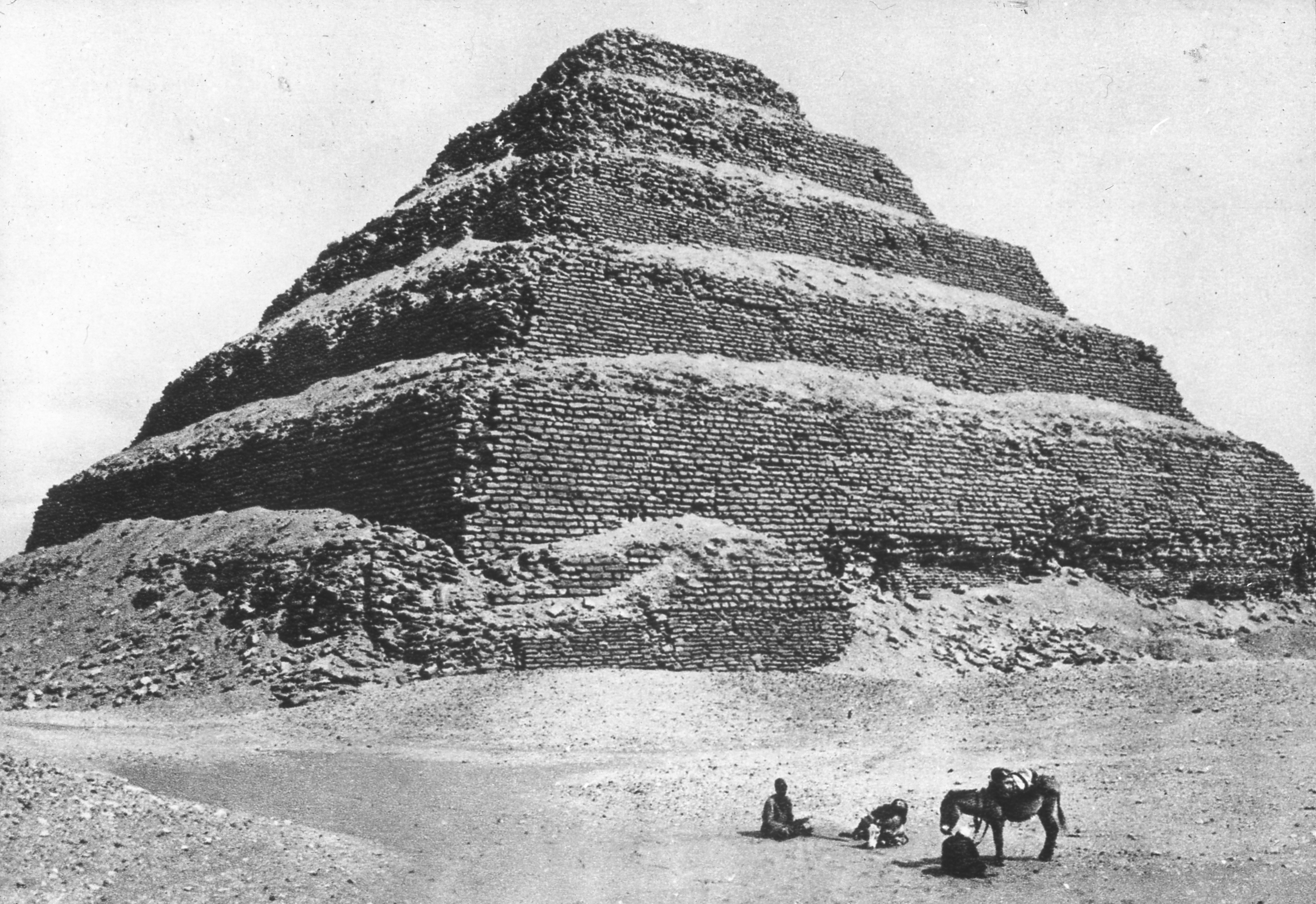
La Piramide di Djoser in una fotografia d'epoca, precedente il 1923. Brooklyn Museum, New York.

Djoser fu inumato nella sua famosa Piramide a gradoni a Saqqara. La sua tomba fu originariamente progettata come una grande mastaba tradizionale di forma quasi quadrata, a cui furono sovrapposte successivamente altre cinque mastabe, sempre più piccole. Nacque così la prima piramide egizia a gradoni. Imhotep, sacerdote, visir, matematico, ingegnere, architetto, supervisionò e diresse i lavori.

### La piramide
La Piramide a gradoni è in pietra calcarea. È massiccia e contiene solo uno stretto corridoio che porta nel cuore della costruzione, fino a una camera poco elaborata, dove era celato l'ingresso al pozzo sepolcrale, riempito di massi e detriti dopo l'inumazione del faraone. La piramide era originariamente alta 62 metri e misurava alla base 125 X 109 metri. Esternamente, era ricoperta di calcare bianco finemente levigato.

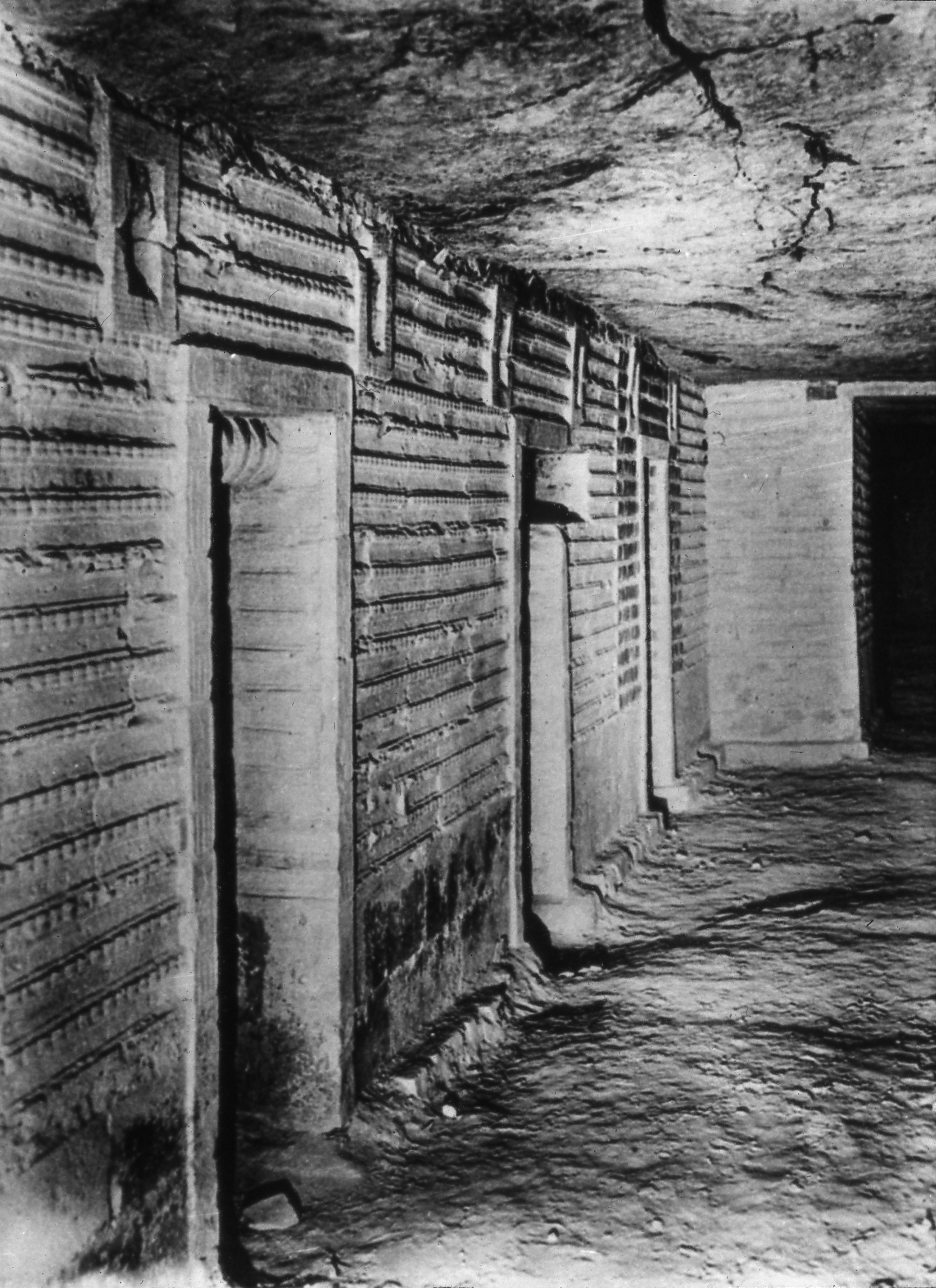
Pareti decorate con piastrelle in faience bluastra, nei sotterranei della piramide, in una fotografia d'epoca.

### La struttura sotterranea
Sotto la Piramide a gradoni si trova un labirinto di corridoi, camere e gallerie, per un totale di 7 chilometri di lunghezza, collegati a un pozzo centrale largo 7 metri e profondo 28. La camera sepolcrale, rivestita di granito, si trova al centro di questi ultimi ambienti: un pozzo profondo 28 metri, la cui entrata fu ostruita con un masso pesante 3,5 tonnellate, conduce direttamente dall'esterno alla sepoltura di Djoser. Il dedalo di ambienti al di sotto della piramide annovera quattro gallerie-magazzino, accuratamente orientate verso i quattro punti cardinali. La galleria orientale è decorata con tre rilievi raffiguranti Djoser durante la celebrazione giubilare dell'Heb-Sed; intorno alle rappresentazioni, le pareti sono coperte di piastrelle in faience azzurrognola. Si ritiene che intendessero imitare stuoie di canna, forse in riferimento alle acque sotterranee dell'Amduat, cioè del mondo dei morti egizio.
Nella parte orientale della piramide, molto vicino alle camere in faience, undici pozzi sepolcrali scendono per 30-32 metri, per poi deviare verso occidente. I pozzi I-V furono utilizzati come sepolture per membri della famiglia reale, i pozzi VI-XI erano cenotafi per gli antenati di Djoser, ossia i suoi predecessori della I e II dinastia, contenendone inoltre vari corredi funerari; vi furono rinvenuti più di 40'000 vasi e ciotole ricavati da ogni genere di pietre semipreziose. Sul vasellame compaiono i nomi di faraoni come Den e Semerkhet (I dinastia), Ninetjer e Sekhemieb (II dinastia). Si ritiene comunemente che Djoser abbia restaurato tombe originarie dei suoi predecessori per poi sigillarne i corredi funebri nelle gallerie nel tentativo di preservarli dalle razzie.

## Liste Reali
| HASH | D45 | V17 |

| HASH | D45 | V17 |

| HASH | D45 | V17 |

| HASH | D45 | V17 |

| HASH | D45 | V17 |

| HASH | D45 | V17 |

| HASH | D45 | V17 |

| HASH | D45 | V17 |

| D45 · r |

| D45 · r |

| D45 · r |

| D45 · r |

| D45 · r |

| D45 · r |

| D45 · r |

| D45 · r |

| D45 | r | i | HASH · t |

| D45 | r | i | HASH · t |

| D45 | r | i | HASH · t |

| D45 | r | i | HASH · t |

| D45 | r | i | HASH · t |

| D45 | r | i | HASH · t |

| D45 | r | i | HASH · t |

| D45 | r | i | HASH · t |

## Titolatura
| G5 |

| G5 |

| R8 | D21 · F32 |

| R8 | D21 · F32 |

| R8 | D21 · F32 |

| R8 | D21 · F32 |

| R8 | D21 · F32 |

| R8 | D21 · F32 |

| R8 | D21 · F32 |

| R8 | D21 · F32 |

| G16 |

| G16 |

| R8 | D21 · F32 |

| R8 | D21 · F32 |

| G8 |

| G8 |

| N33 · S12 |

| N33 · S12 |

| M23 · X1 | L2 · X1 |

| M23 · X1 | L2 · X1 |

| D45 · r | Y1 · D21 |

| D45 · r | Y1 · D21 |

| D45 · r | Y1 · D21 |

| D45 · r | Y1 · D21 |

| D45 · r | Y1 · D21 |

| D45 · r | Y1 · D21 |

| D45 · r | Y1 · D21 |

| D45 · r | Y1 · D21 |

| G39 | N5 |

| G39 | N5 |

|                   | \| \| \| Non ancora in uso \| \| \| |
|                   |                                     |
| Non ancora in uso |                                     |
|                   |                                     |

|                   |
| Non ancora in uso |
|                   |

## Altre datazioni
| Autore        | Anni di regno         |
| ------------- | --------------------- |
| Redford       | 2687 a.C.-2668 a.C.   |
| von Beckerath | 2665 a.C. - 2645 a.C. |
| Málek         | 2628 a.C.- 2609 a.C.  |

## Djoser nella letteratura moderna
- Al regno di Djoser è legato il personaggio di Nephren-Ka creato dallo scrittore Howard Phillips Lovecraft nell'ambito dei racconti fantasy-horror del Ciclo di Cthulhu.
- Djoser è anche uno dei protagonisti del libro Il mago del Nilo: Imhotep e la prima piramide.